# Hedd Wyn (film)
Hedd Wyn est un film britannique réalisé par Paul Turner, sorti en 1992. Il s'inspire de la vie du poète gallois Ellis Humphrey Evans, Hedd Wyn de son nom de plume. Le film fut nommé à l'Oscar du meilleur film en langue étrangère (gallois).

## Fiche technique
- Titre : Hedd Wyn
- Réalisation : Paul Turner
- Scénario : Alan Llwyd
- Production : Shan Davies
- Musique : John E.R. Hardy
- Photo : Ray Orton
- Pays d'origine : Grande-Bretagne
- Genre : drame
- Durée : 123 minutes
- Date de sortie :  1992

## Distribution
- Huw Garmon : Ellis Evans, dit Hedd Wyn
- Catrin Fychan : Magi Evans
- Ceri Cunnington : Bob Evans
- Llio Silyn : Mary Evans
- Grey Evans : Evan Evans
- Gwen Ellis : Mary Evans
- Emma Kelly : Enid Evans
- Sioned Jones Williams : Cati Evans
- Llyr Joshua : Ifan Evans